# Réseau urbain d'Hiroshima
Hiroshima City Network (広島シティネットワーク, Hiroshima Shiti Nettowāku) est le nom donné au réseau métropolitain ferroviaire de la région d'Hiroshima de la JR West depuis le 5 octobre 2002. Se basant sur le modèle du réseau urbain du Keihanshin, ce service connecte les villes environnantes de la ville d'Hiroshima. En 2015, le réseau prend le nom de JR City Network Hiroshima (JRシティネットワーク広島, JR Shiti Nettowāku Hiromshima). Malgré tout, la presse et les magazines liés aux chemins de fer, continuent d’appeler ce réseau par son nom d'origine.

## Résumé
Au cœur de la grande région d'Hiroshima, l’implantation d'un système de connexion de gares suivant le modèle de la région voisine du Kansai, a été décidé, afin de remodeler son image auprès des voyageurs. De nouvelles rames furent également mises en place et le modèle 227 Red Wing fut récompensé par le prix du Good Design 2015 le 29 septembre 2015 ,

## Liste des lignes

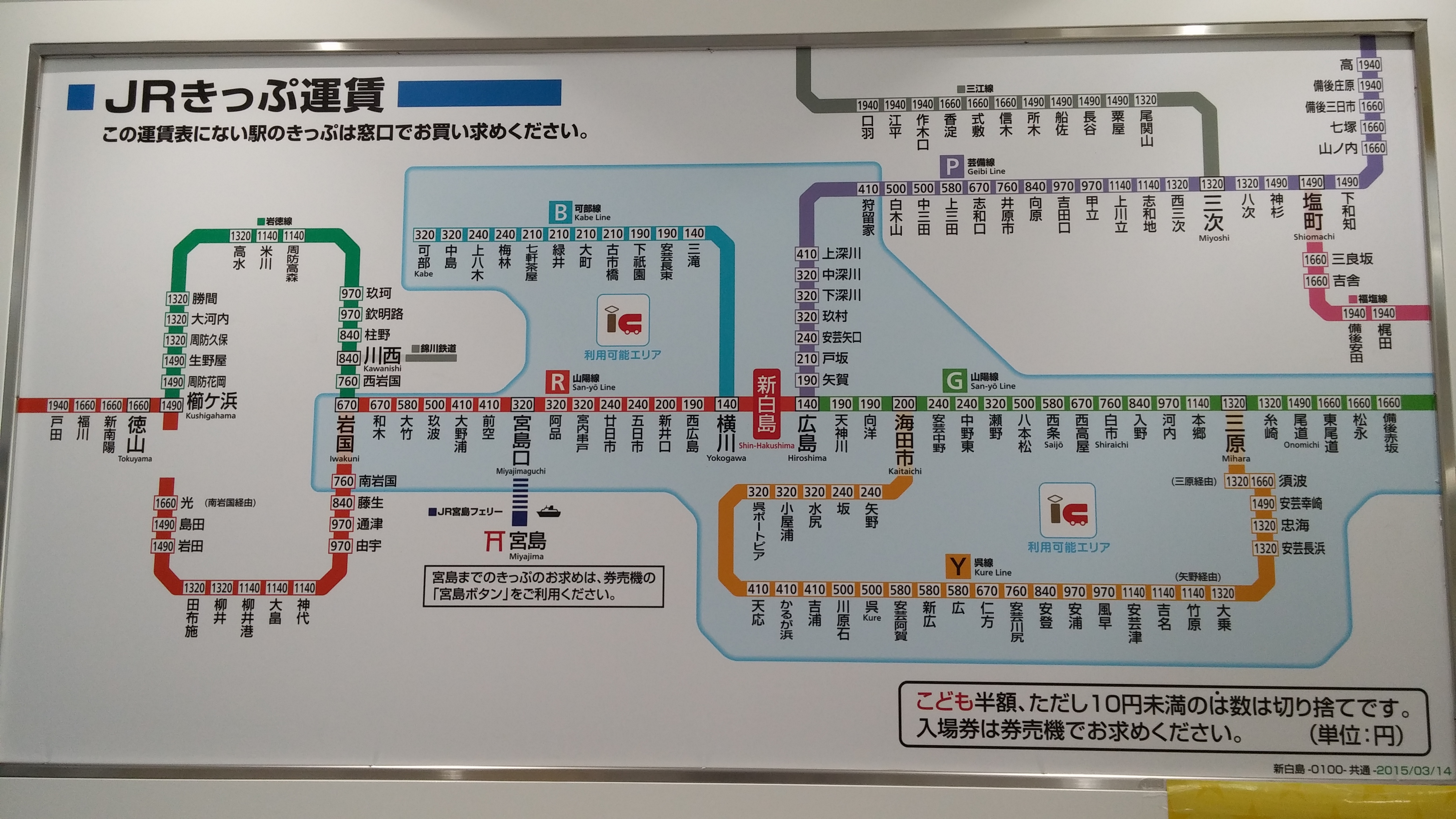
Plan du réseau depuis la gare de Shin-Hakushima

| Couleur de la ligne | Code de la ligne | Nom officiel de la ligne | Section de la ligne                 |
| ------------------- | ---------------- | ------------------------ | ----------------------------------- |
|                     | G                | Ligne Sanyō              | Hiroshima - Shiraichi               |
|                     | R                | Ligne Sanyō              | Hiroshima - Iwakuni                 |
|                     | Y                | Ligne Kure               | Hiroshima - Kaitaichi - Hiro        |
|                     | B                | Ligne Kabe               | Hiroshima - Yokogawa - Aki-Kameyama |
|                     | P                | Ligne Geibi              | Hiroshima - Karuga                  |

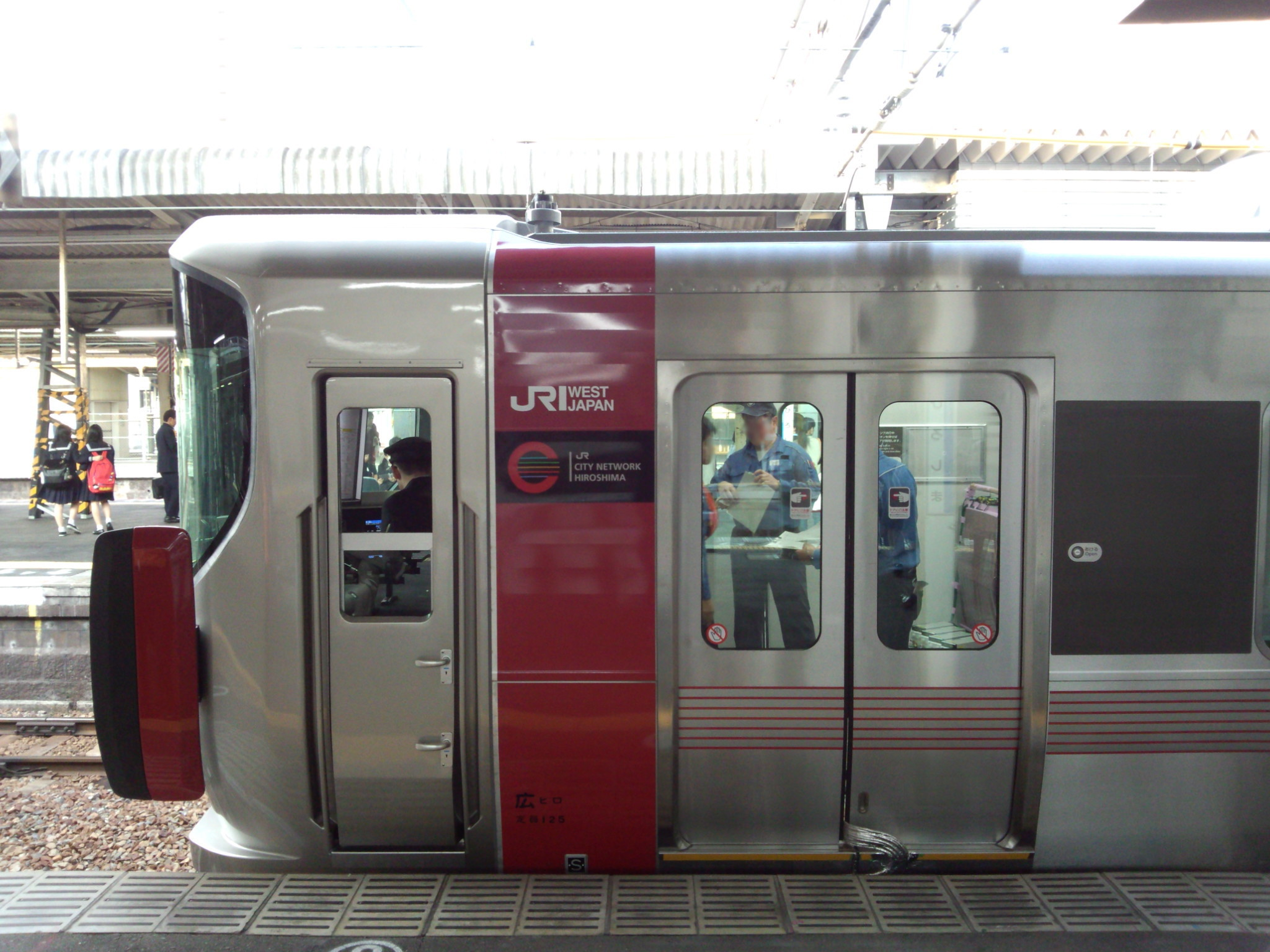
Rame de la série 227 avec le logo JR City Network Hiroshima.
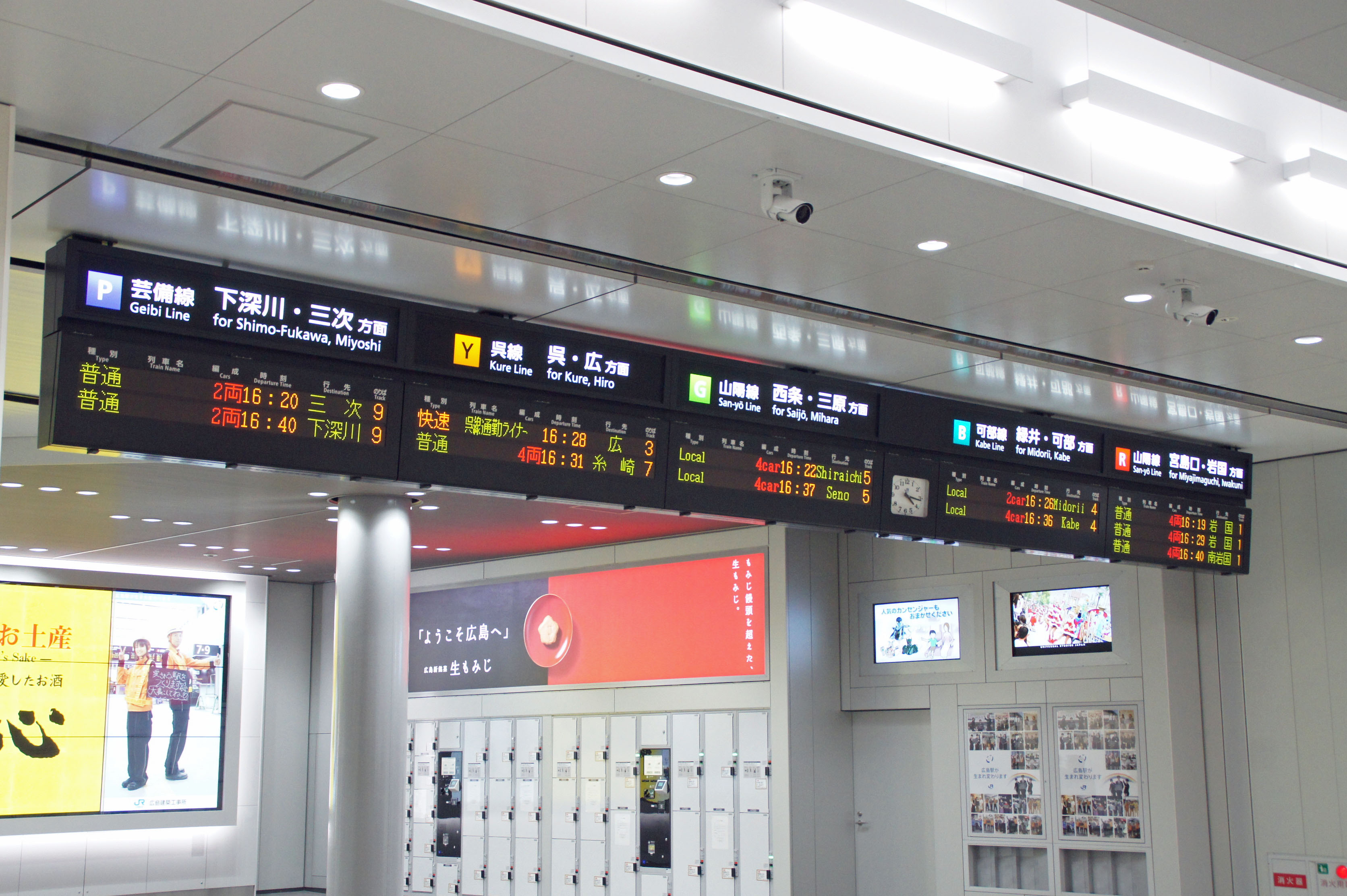
Panneau d'affichage dans la gare d'Hiroshima des heures de trains sur les différentes lignes.

## Matériel roulant
Le réseau est parcouru par les matériels suivant :
- série 227 (lignes Kabe, Kure et Sanyō),
- série Kiha 40/47/48 (ligne Geibi),
- série KiHa 120 (ligne Geibi).

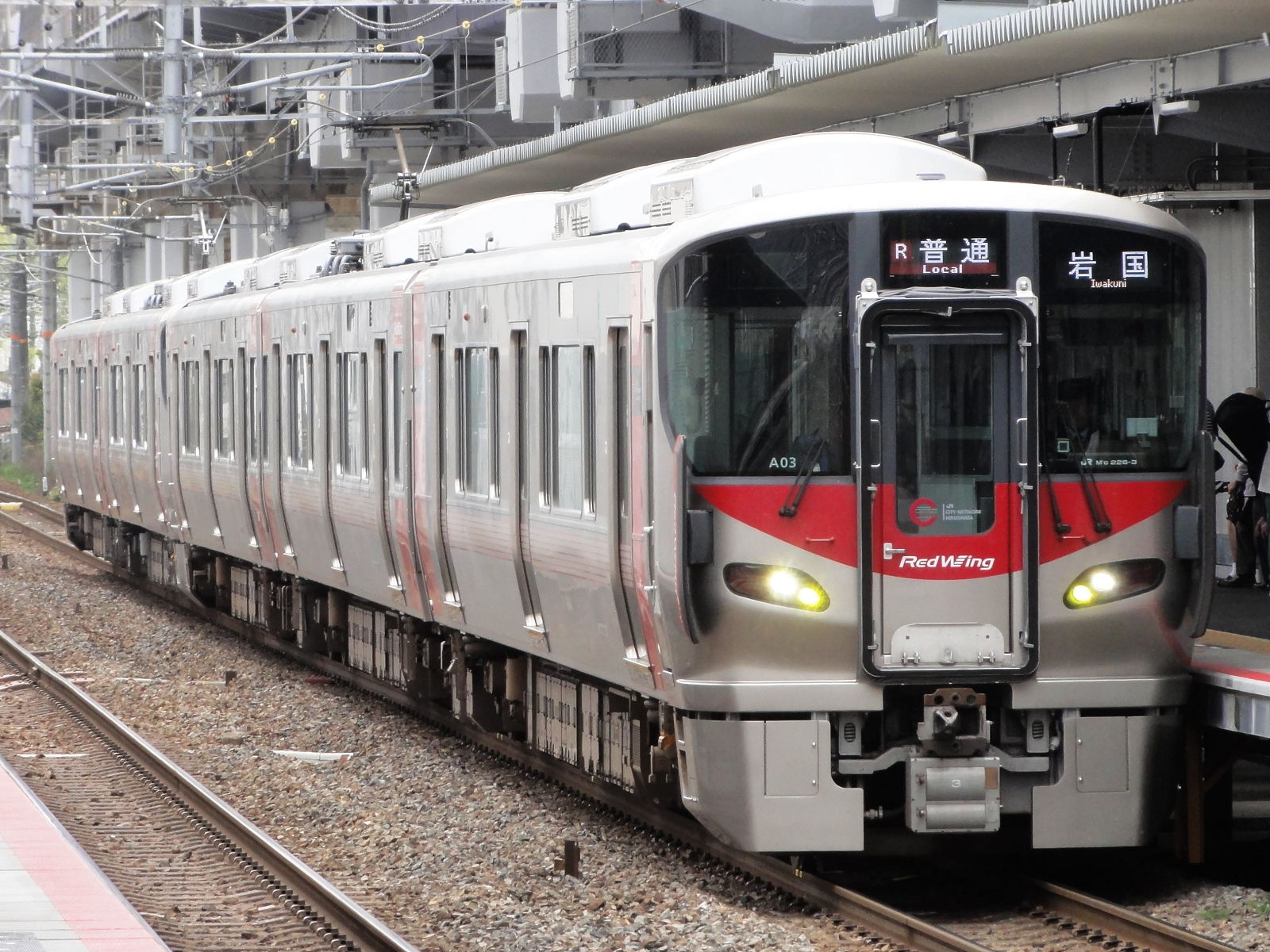
Série 227
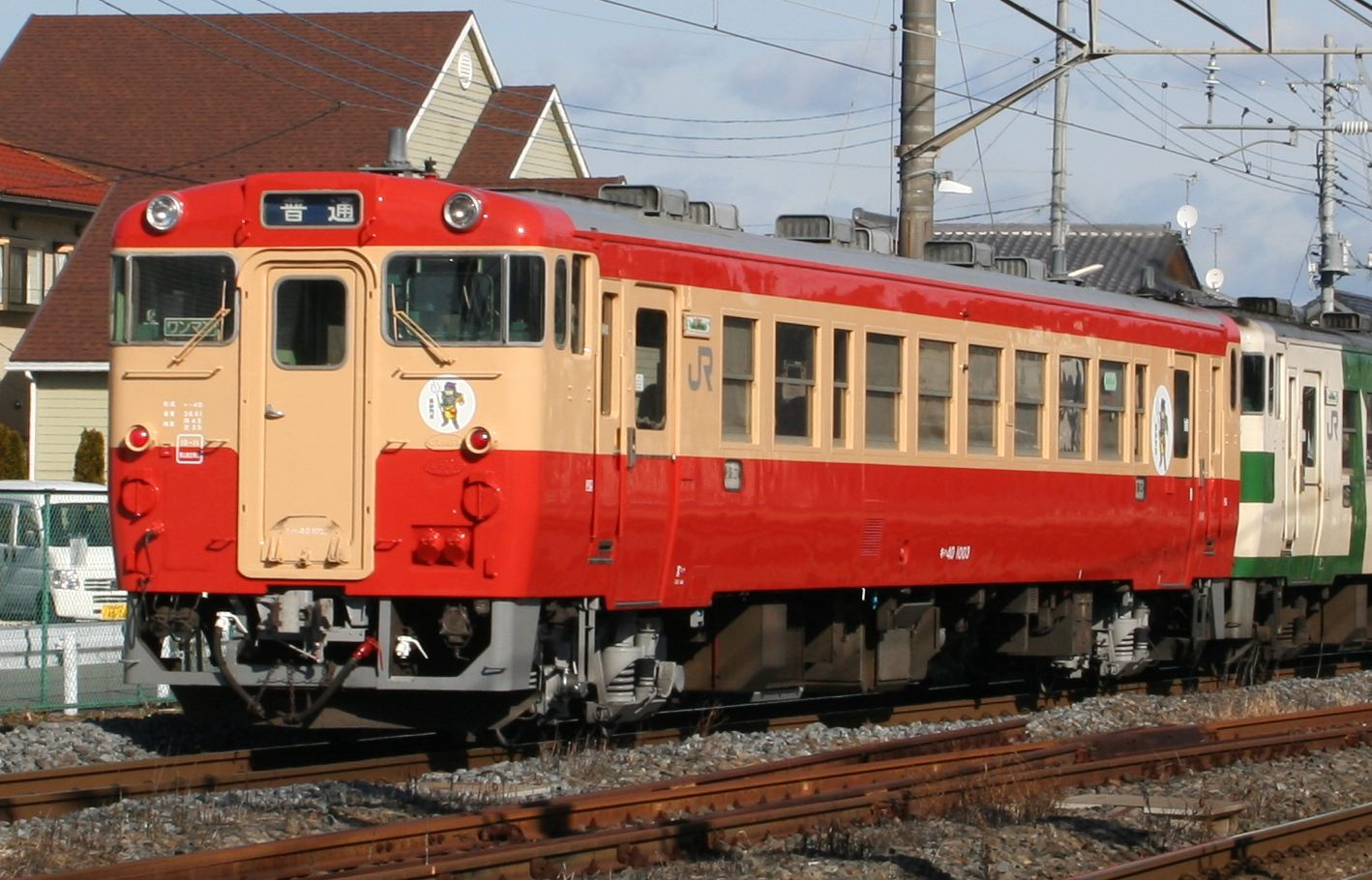
Série KiHa 40
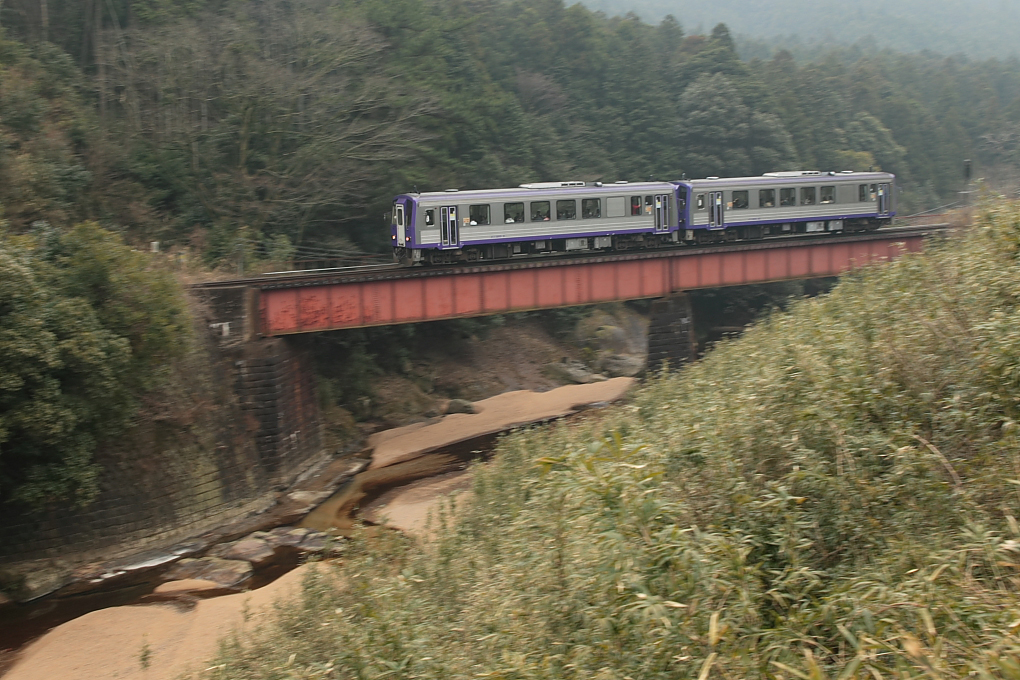
Série KiHa 120